# Ritratto di Carlo Luigi, principe Palatino
Il Ritratto di Carlo Luigi, principe Palatino è un dipinto di Antoon van Dyck.
Rappresenta Carlo Luigi, principe Palatino. Carlo Luigi era il figlio primogenito di Federico V, il re d'inverno, noto perché fu re di Boemia per poche settimane. Durante la Guerra dei Trent'anni Federico V era stato sconfitto dalla lega cattolica imperiale e costretto ad andare in esilio con la famiglia a L'Aia, dove venne accolto da Maurizio d'Orange. La madre di Carlo Luigi era Elisabetta Stuart, figlia del re d'Inghilterra Giacomo I e sorella di Carlo I. 
Questo ritratto fu commissionato a van Dyck da Federico V durante il suo esilio a L'Aia, assieme a quello del fratello di Carlo Luigi, Rupert. Il principe è raffigurato a figura intera davanti ad un masso da cui scende un drappo verde simbolo della regalità del giovane (Ritratto di Carlo I con M. de Saint-Antonie suo maestro di equitazione). L'abito nero del principe mette in risalto la collana d'oro e l'elsa della spada che ha al fianco. Il volto del principe, spostato verso sinistra, a differenza di quello del fratello, che appare rilassato e malinconico, è pronto e teso. Sulla destra un paesaggio boscoso oscurato da un cielo nuvoloso rappresenta probabilmente i trascorsi turbolenti della famiglia del giovane.

## Confronti

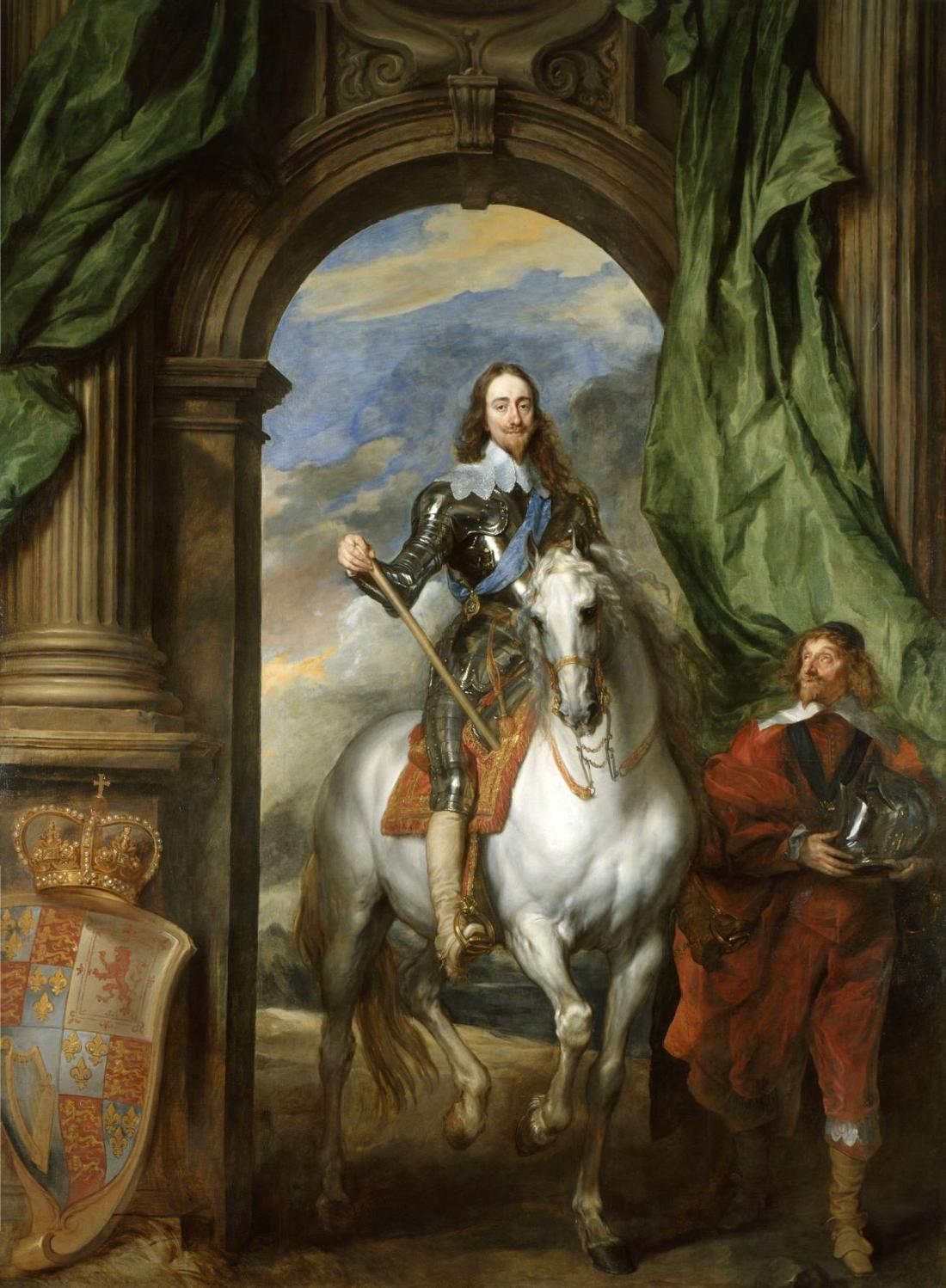
Ritratto di Carlo I con M. de Saint-Antonie suo maestro di equitazione, dove si nota un drappo verde
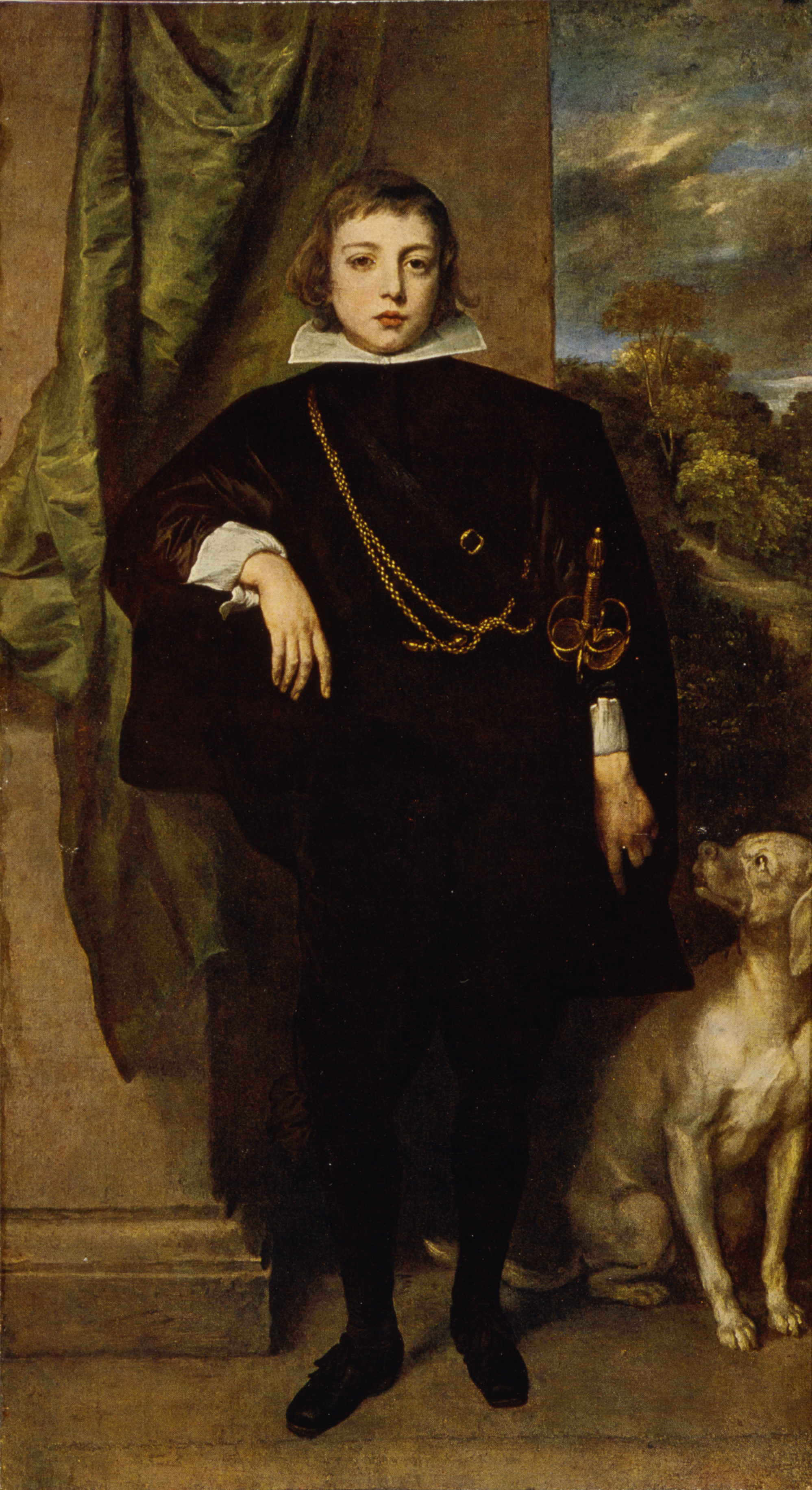
Ritratto di Rupert, principe Palatino, pendant del ritratto di Carlo Luigi

## Altri ritratti

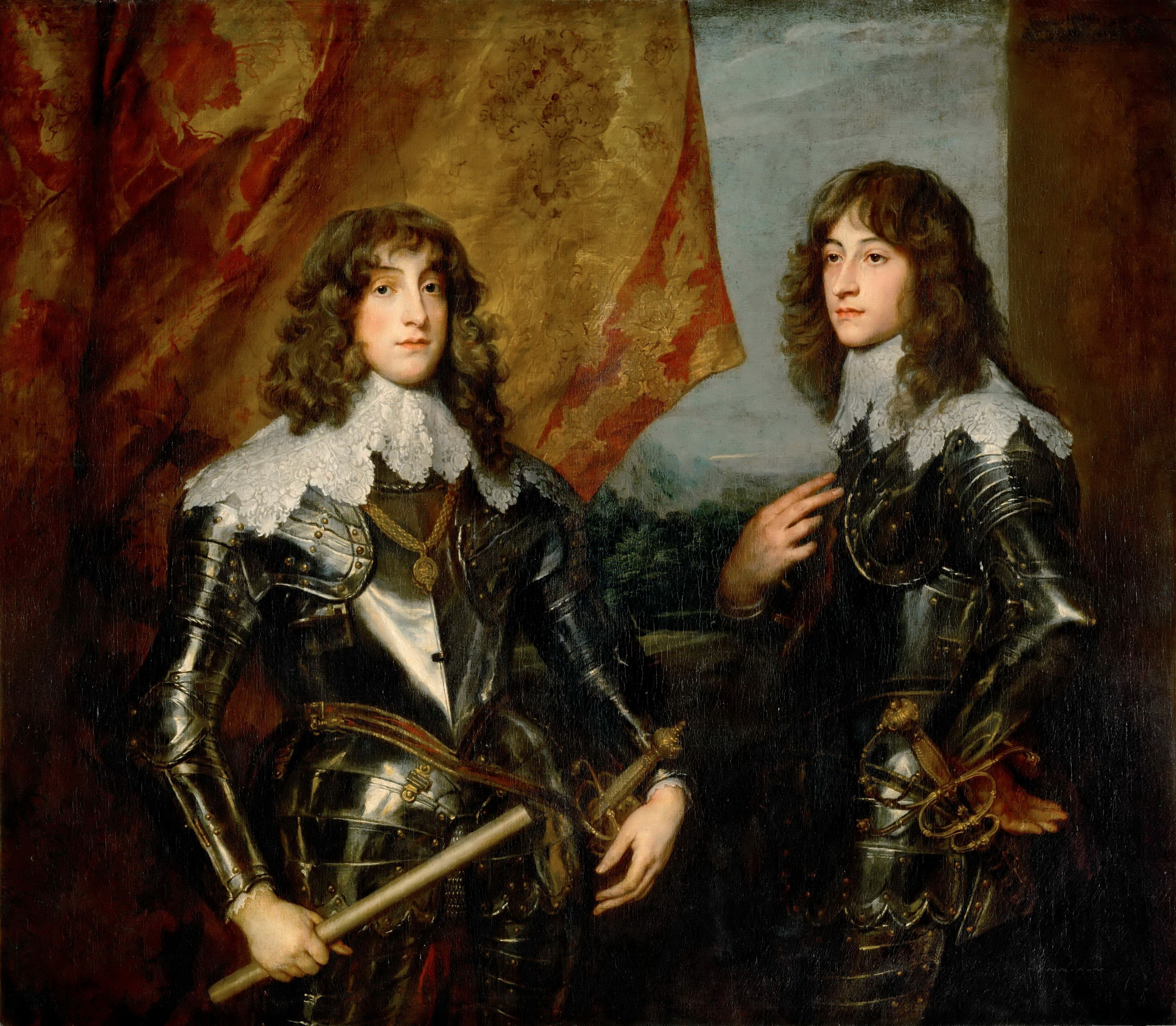